# Ilarregui
Ilarregui (Ilarregi en euskera) es una localidad española y un concejo de la Comunidad Foral de Navarra perteneciente al municipio de Ulzama. Está situado en la Merindad de Pamplona, en la Comarca de Ultzamaldea. Su población en 2014 fue de 55 habitantes (INE).

## Geografía física y valores naturales
Ilarregui se sitúa en el extremo más occidental del valle de Ulzama, junto a la muga que separa este valle de Basaburua Mayor. El término concejil, con una superficie de 6,91 km², se extiende desde los comunales de Mortua al norte, a los concejos de Oscoz (Imoz) y Beunza (Atez) al sur; al este limita con los concejos de Elzaburu y Juarbe, del valle de Ulzama; y al oeste con el conejo de Oroquieta-Erviti (Basaburua Mayor).
El terreno de Ilaregui desciende aproximadamente desde 800 m s. n. m. en el norte a los 600 m de la regata Gamboko que discurre de la loma en que se encuentra el núcleo urbano, elevándose desde allí hasta los 760 en la muga sur. la mayor parte del término concejil vierte sus aguas hacia el oeste, a la subcuenca del río Larraun, aunque el terreno situado el noreste del núcleo urbano queda en la subcuenca del Arkil, afluente del río Ulzama. 
La parte central está incluida en la Zona de Especial Protección (ZEC) de los Robledales de Ulzama y Basaburua, y el resto del término concejil en el área sensible. No obstante la mayor parte del terreno de Ilarregui incluido en la ZEC queda cubierto por praderas manchas, alguna relativamente grande, de roble común, y en otra menor de roble melojo. En la zona sensible, además a de las praderas al sur, hay manchas de roble melojo, y hayedos, más extensos al sur.

## Toponimia
El nombre de Ilarregi, puede proceder del vasco  Ilarra, brezo; y -egi, sufijo de valor local, o hegi, colina. Su significado pues se brezal, o colina con brezos. Se trata de un topónimo presente, al menos, en dos parajes del valle de Egües, uno de ellos en Medillorri, actualmente incluido en el término municipal de Pamplona, y el otro en Burlada; este mismo nombre recibe un barranco del río Magdalena, afluente del Salazar, y en Ezcároz, hay una cantera denominada Ilarregia..

## Historia
En 1211 Ulzama recibió recibido un primer fuero de manos de Sancho VII de Navarra; en el libro de Rediezmos de 1268, el primer documento en que aparece una relación de pueblos del valle, no se encuentra Ilarregi, que sí que aparece en el libro de fuegos de 1427 y 1428, y además con 18 fuegos, resultando el que tiene más casas de todo el valle; algo debió reducirse la población a lo largo de ese siglo pues en 1514 solo existían 11 casas
La ausencia de Ilarregui en los datos de 1268 puede tener su explicación en el modo en que es citada esta población entre las que en 1329 son invitadas a formar parte de la Hermandad de la Frontera Navarro-Gipuzcuana; allí se le nombra como una entidad independiente que se denomina villa de Ilarregui. En cualquier caso, al menos desde 1329, forma parte del valle de Ulzama, contando con un jurado propio, para los negocios que interesaban a todo el valle.

## Demografía
| Edad (años) | Total | Varones | mujeres |
| menos de 7  | 31    | 21      | 10      |
| 7 a 16      | 29    | 14      | 15      |
| 16 a 25     | 23    | 12      | 11      |
| 25 a 40     | 34    | 18      | 16      |
| 40 a 50     | 19    | 9       | 10      |
| más de 50   | 26    | 15      | 11      |
| Total       | 162   | 89      | 73      |

En 1768, bajo la dirección del Conde de Aranda, se llevó a cabo el primer censo general de todo el Reino, considerado el primer censo moderno realizado en Europa; en él se contabilizaron en Ilarregui 75 habitantes. En 1787 el conde de Floridablanca dirigió un nuevo censo, en el que la recogida de datos fue especialmente sistemática y completa: en la tabla que se incluye al margen se recogen los datos de Ilarregui; la población de Ilarregui en 1787 era de 1672 y la de conjunto del valle, 1835; por tanto la población de Ilarregui suponía el 8,8 % de la de todo el valle.
Una población que, como puede verse en la tabla que sigue, ha disminuido considerablemente en la actualidad: del orden del 66%.
| Padron correspondiente al año >       | 2000  | 2002  | 2004  | 2006  | 2008  | 2010  | 2012  | 2014  | 2016  | 2018  |
| Ilarregui                             | 48    | 51    | 47    | 48    | 50    | 53    | 56    | 55    | 55    | 54    |
| ULZAMA                                | 1606  | 1606  | 1608  | 1656  | 1651  | 1694  | 1698  | 1668  | 1667  | 1655  |
| % población Ilarregui respecto ULZAMA | 2,97% | 3,18% | 2,92% | 2,96% | 3,03% | 3,13% | 3,30% | 3,30% | 3,30% | 3,26% |

## Características del núcleo urbano
Situado sobre una loma que se extiende de este a oeste, se apoya en una calle que recorre la parte más alta;  en todo el lado norte de esta calle se sitúan grandes casonas, bien alineadas, y en el extremo oriental, se encuentra la iglesia parroquial de San Miguel, y adosada a ella la casa cural. Por el contrario el lado sur de la calle presenta varios vacíos que proporcionan algunas pequeñas plazuelas; entre ellas destaca una de mayor tamaño. ampliada visualmente pues junto a ella se sitúa una huerta que proporciona especial interés a ese espacio al que se asoman casonas de buena factura, con grandes hastiales hacia el espacio público, con tres plantas -la última planta es un desván-; en el hastial, con encadenados esquineros, se abren ventanas enmaradas en piedra y una portada con arco de medio punto con grandes dovelas. Destacan, entre otras, la casa Eramonea, construida según se lee en una piedra sobre la portada en 1723; Urrikenea; Kokotxea, Urdinrxonea, datada en 1778, con un escudo en piedra en la fachada; Janosnea, Joanea.
El templo construido en el siglo XVI, ha sido reconstruido el siglo XX, pero manteniendo el carácter original y conservando algunos restos medievales; consta de una sola nave rectangular, sin tramos, cubierta por bóveda de arista, la cabecera reta aloja el presbiterio alto más estrecho que la nave. La torre, a los pies de la nave, es un prisma de planta cuadrada y muy esbelto con una altura más del doble que la cubierta de la nave. Dando frente a la calle se dispone un pórtico de tres arcos de medio punto.

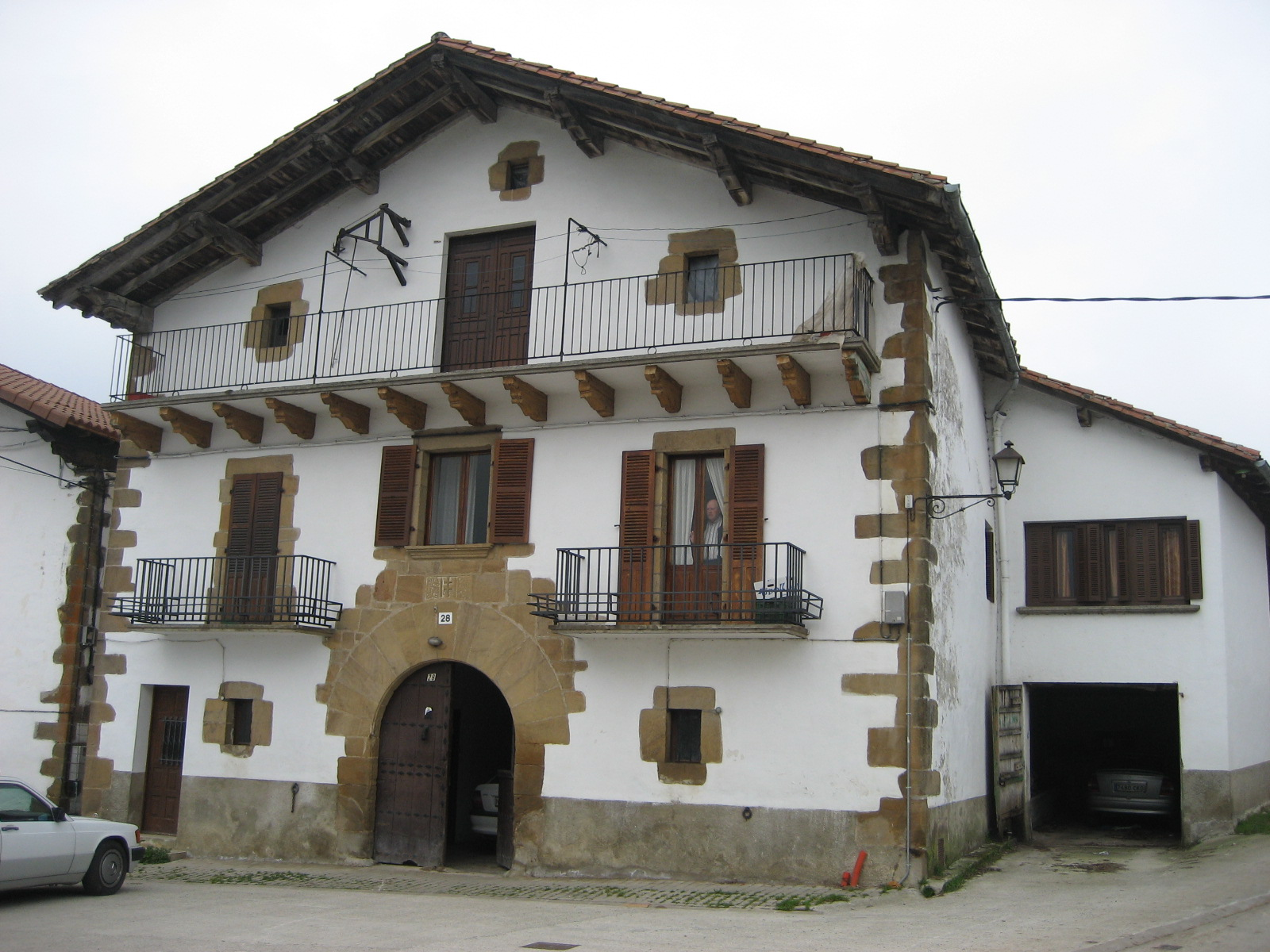
casa Erramonea
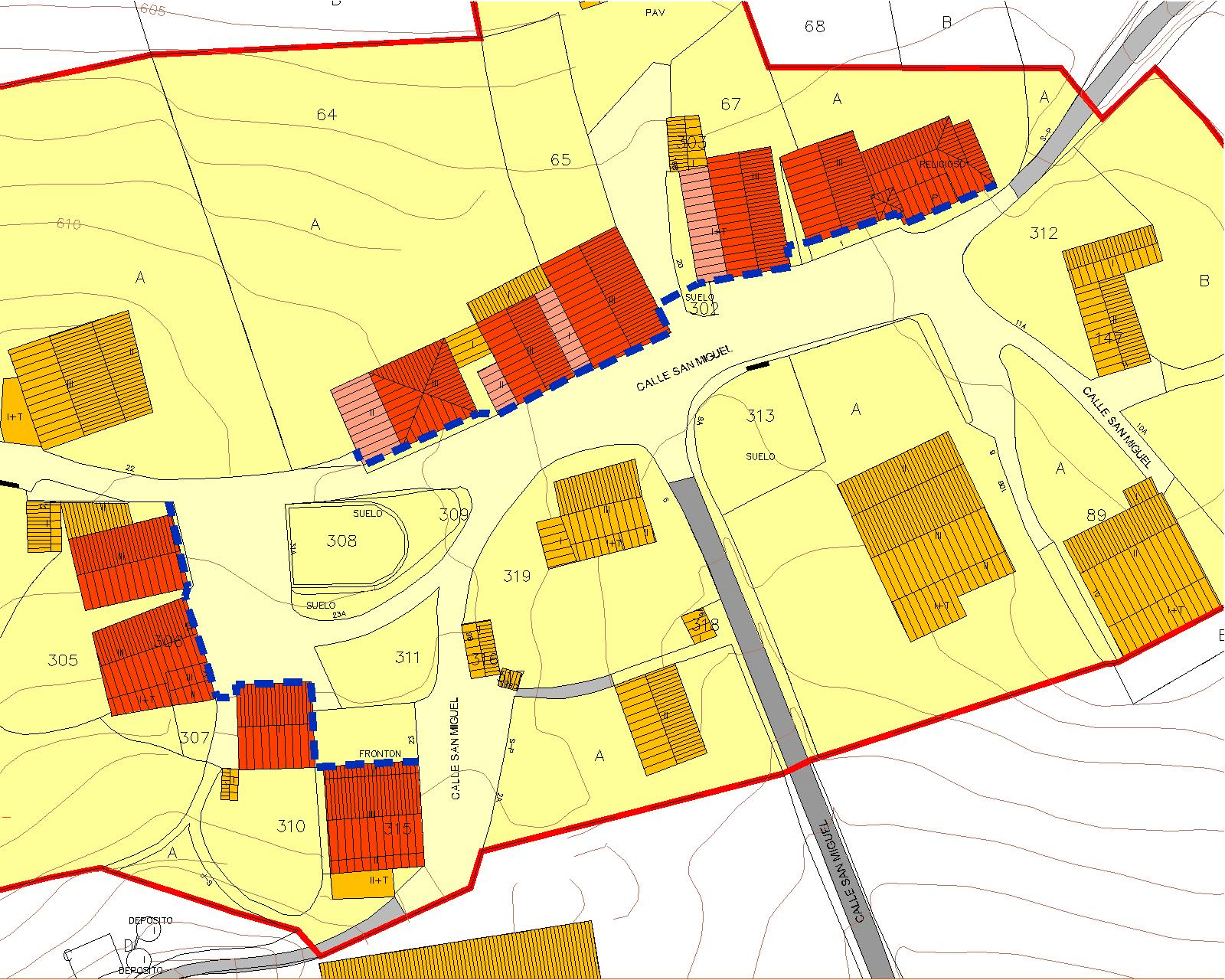
Plano del espacio central
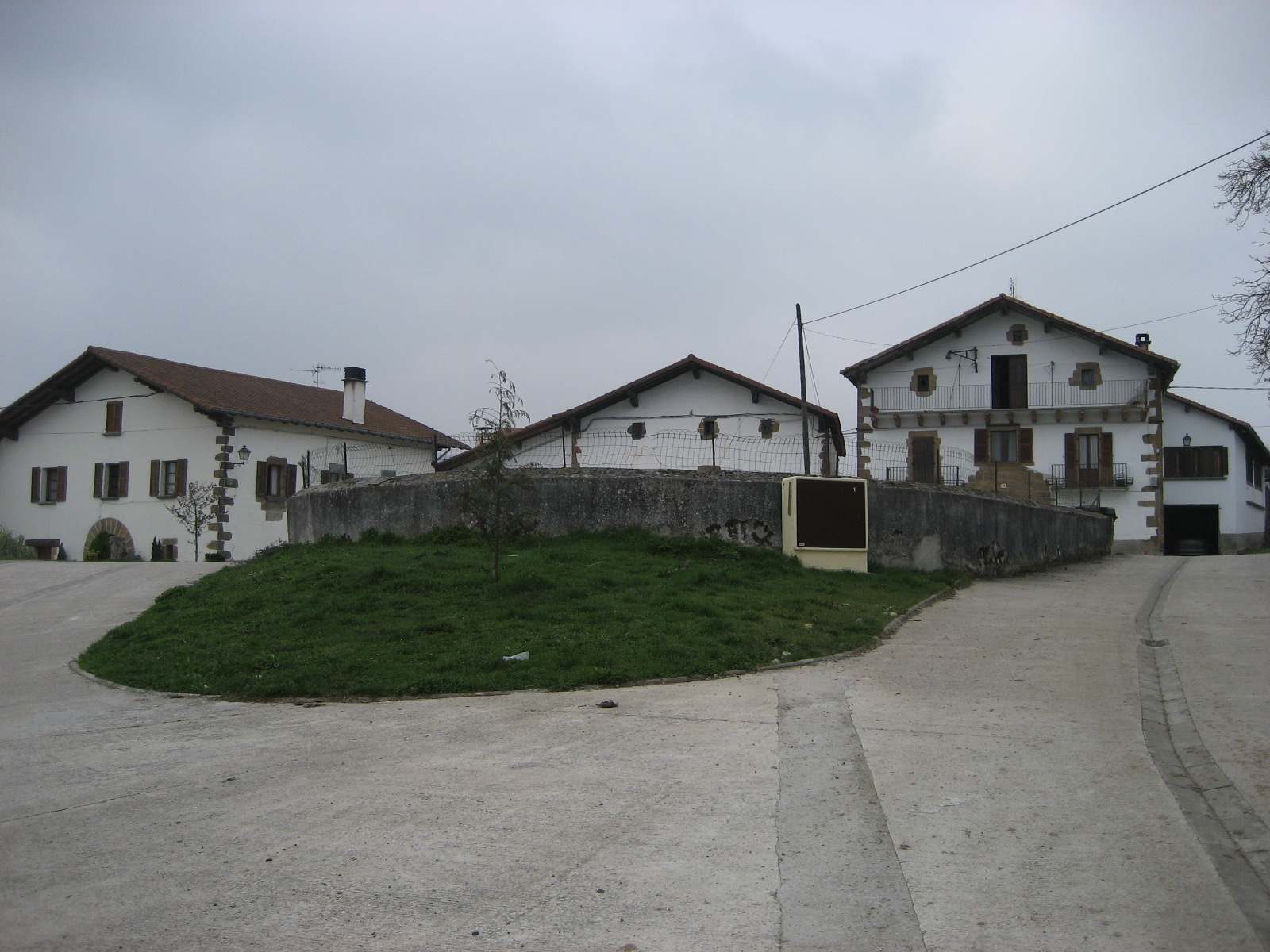
Vista del espacio central desde el este
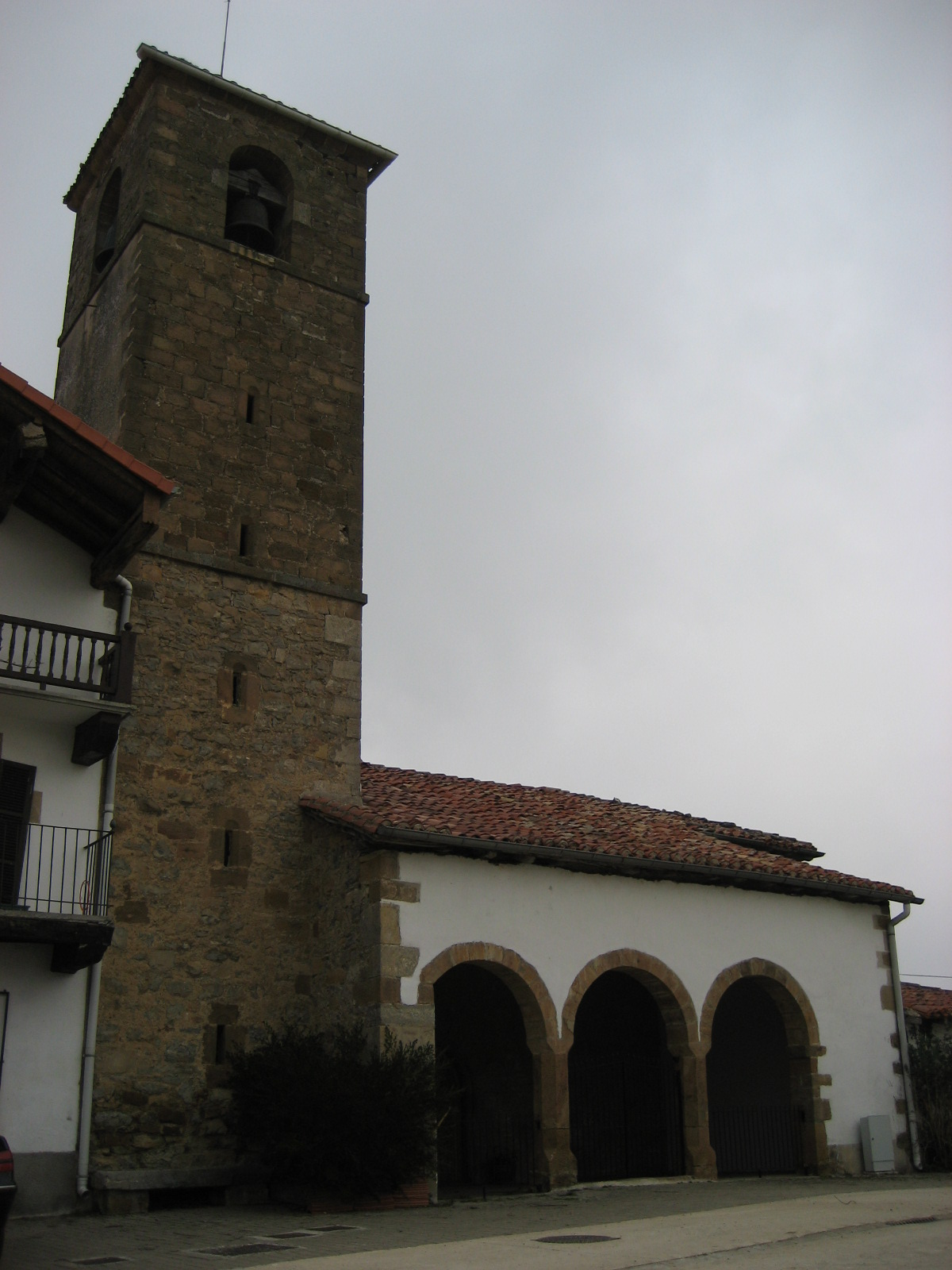
Iglesia de San Miguel